# بابونه اروپایی زرد
بابونه اروپایی زرد (نام علمی: Matricaria aurea) نام یک گونه از سرده بابونه اروپایی است.